# دانشکده پرستاری و مامایی هرمزگان
دانشکده پرستاری و مامایی هرمزگان به ریاست دکتر کاووس دیندارلو زیرنظر دانشگاه علوم پزشکی هرمزگان می‌باشد.

## تاریخچه دانشکده
این دانشکده در سال ۱۳۶۲ با پذیرش ۴۰ دانشجو در مقطع معادل کاردانی پرستاری فعالیت خود را آغاز نمود. در سال ۱۳۶۴ در رشته کاردانی مامایی دانشجو پذیرفته و بعد از آن در سال ۱۳۶۶ رشته کارشناسی پرستاری دایر گردید.
هدف اصلی از تأسیس دانشکده پرستاری و مامایی، توسعه دانش و مهارت پرستاری، مامایی و شاخه‌های مرتبط از طریق تعلیم و تربیت دانشجویان در رشته‌ها و مقاطع تحصیلی مختلف است.